# Baron Monteagle of Brandon

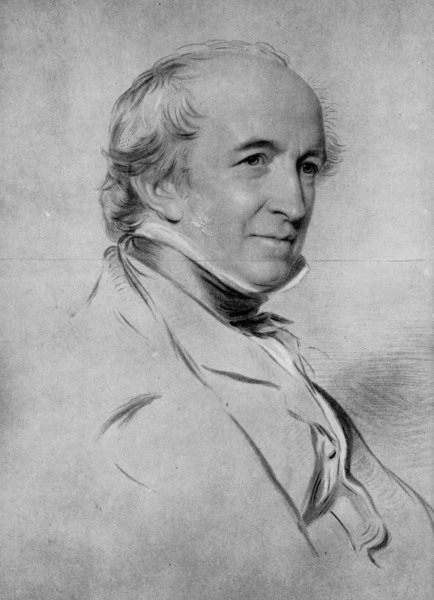
Thomas Spring Rice,
1. Baron Monteagle of Brandon.

Baron Monteagle of Brandon, of Brandon in the County of Kerry, ist ein erblicher britischer Adelstitel in der Peerage of the United Kingdom.
Historischer Familiensitz der Barone war Mount Trenchard House bei Foynes, County Limerick.

## Verleihung
Der Titel wurde am 5. September 1839 für den Whig-Politiker Thomas Spring Rice geschaffen. Dieser war unter anderem 1834 Secretary of State for War and the Colonies sowie zwischen 1835 und 1839 Chancellor of the Exchequer gewesen.

## Liste der Barone Monteagle of Brandon (1839)
- Thomas Spring Rice, 1. Baron Monteagle of Brandon (1790–1866)
- Thomas Spring Rice, 2. Baron Monteagle of Brandon (1849–1926)
- Thomas Aubrey Spring Rice, 3. Baron Monteagle of Brandon (1883–1934)
- Francis Spring Rice, 4. Baron Monteagle of Brandon (1852–1937)
- Charles Spring Rice, 5. Baron Monteagle of Brandon (1887–1946)
- Gerald Spring Rice, 6. Baron Monteagle of Brandon (1926–2013)
- Charles James Spring Rice, 7. Baron Monteagle of Brandon (* 1953)

Mutmaßlicher Titelerbe (Heir Presumptive) ist ein Onkel des jetzigen Barons, Hon. Michael Spring Rice (* 1935).